# Seznam ministrů zemědělství Předlitavska
Toto je seznam ministrů zemědělství Předlitavska (dobově oficiálně ministr orby), který obsahuje chronologický přehled všech členů vlád Předlitavska působících v čele tohoto úřadu (včetně správců, tedy osob provizorně pověřených řízením ministerstva) po celé období existence tohoto státního útvaru, tedy od rakousko-uherského vyrovnání roku 1867 (respektive od ustavení tohoto rezortu koncem prosince 1867) až do zániku Rakouska-Uherska v roce 1918.

## Ministři zemědělství Předlitavska 1867–1918
| #  | Jméno                   | Fotografie | Strana                 | Vláda                                                                            | Funkční období                         | Poznámky                                    |
| -- | ----------------------- | ---------- | ---------------------- | -------------------------------------------------------------------------------- | -------------------------------------- | ------------------------------------------- |
| 1  | Alfred Potocki          |            |                        | vláda Karla von Auersperga                                                       | 30. prosince 1867 – 1. února 1870      |                                             |
| 2  | Anton von Banhans       |            |                        | vláda Leopolda Hasnera                                                           | 1. února 1870 – 12. dubna 1870         |                                             |
| 3  | Alexander von Petrino   |            |                        | vláda Alfreda von Potockého                                                      | 13. dubna 1870 – 4. února 1871         | Do 28. 6. 1870 správce.                     |
| 4  | Albert Schäffle         |            |                        | vláda Karla von Hohenwarta                                                       | 5. února 1871 – 26. října 1871         | Správce.                                    |
| 5  | Ludwig von Possinger    |            |                        | vláda Ludwiga von Holzgethana                                                    | 27. října 1871 – 22. listopadu 1871    | Správce.                                    |
| 6  | Johann von Chlumecký    |            |                        | vláda Adolfa von Auersperga                                                      | 26. listopadu 1871 – 19. května 1875   |                                             |
| 7  | Hieronymus Mannsfeld    |            | ústavověr. velkostatek | vláda Adolfa von Auersperga vláda Karla von Stremayra                            | 19. května 1875 – 12. srpna 1879       |                                             |
| 8  | Julius von Falkenhayn   |            |                        | vláda Eduarda Taaffeho vláda Alfreda Windischgrätze                              | 13. srpna 1879 – 19. června 1895       |                                             |
| 9  | Ferdinand von Blumfeld  |            |                        | vláda Ericha Kielmansegga                                                        | 20. června 1895 – 30. září 1895        | Správce.                                    |
| 10 | Johann Ledebur-Wicheln  |            |                        | vláda Kazimíra Badeniho                                                          | 2. října 1895 – 28. listopadu 1897     |                                             |
| 11 | Artur Bylandt-Rheidt    |            |                        | první vláda Paula Gautsche                                                       | 30. listopadu 1897 – 5. března 1898    |                                             |
| 12 | Michael von Kast        |            |                        | vláda Franze Thuna                                                               | 7. března 1898 – 2. října 1899         |                                             |
| 13 | Manfred Clary-Aldringen |            |                        | vláda Manfreda Clary-Aldringena                                                  | 2. října 1899 – 21. prosince 1899      |                                             |
| 14 | Ferdinand von Blumfeld  |            |                        | vláda Manfreda Clary-Aldringena                                                  | 21. prosince 1899 – 18. ledna 1900     | Správce.                                    |
| 15 | Karl von Giovanelli     |            |                        | první vláda E. von Koerbera                                                      | 19. ledna 1900 – 26. října 1904        |                                             |
| 16 | Ferdinand von Buquoy    |            |                        | první vláda E. von Koerbera druhá vláda Paula Gautsche vláda Konrada Hohenloheho | 26. října 1904 – 28. května 1906       |                                             |
| 17 | Leopold von Auersperg   |            |                        | vláda Maxe Becka                                                                 | 2. června 1906 – 9. listopadu 1907     |                                             |
| 18 | Alfred Ebenhoch         |            | Křesťansko-soc. strana | vláda Maxe Becka                                                                 | 9. listopadu 1907 – 15. listopadu 1908 |                                             |
| 19 | Albín Bráf              |            | staročeši              | vláda Richarda Bienertha                                                         | 15. listopadu 1908 – 1. října 1909     |                                             |
| 20 | Josef von Pop           |            |                        | vláda Richarda Bienertha                                                         | 1. října 1909 – 9. ledna 1911          | Správce.                                    |
| 21 | Adalbert von Widmann    |            |                        | vláda Richarda Bienertha třetí vláda Paula Gautsche                              | 9. ledna 1911 – 3. listopadu 1911      |                                             |
| 22 | Wacław Zaleski          |            |                        | vláda Karla Stürgkha                                                             | 3. listopadu 1911 – 19. listopadu 1911 | Správce.                                    |
| 23 | Albín Bráf              |            | staročeši              | vláda Karla Stürgkha                                                             | 19. listopadu 1911 – 1. července 1912  |                                             |
| 24 | Franz Zenker            |            |                        | vláda Karla Stürgkha                                                             | 20. září 1912 – 21. října 1916         |                                             |
| 25 | Heinrich Clam-Martinic  |            |                        | druhá vláda E. von Koerbera                                                      | 31. října 1916 – 20. prosince 1916     |                                             |
| 26 | Ernst von Seidler       |            |                        | vláda Heinricha Clam-Martinice                                                   | 1. června 1917 – 22. června 1917       | Před 1. 6. 1917 ministerský post neobsazen. |
| 27 | Moritz von Ertl         |            |                        | vláda Ernsta Seidlera                                                            | 23. června 1917 – 30. srpna 1917       | Správce.                                    |
| 28 | Ernst Silva-Tarouca     |            |                        | vláda Ernsta Seidlera vláda Maxe Hussarka vláda Heinricha Lammasche              | 30. srpna 1917 – 30. října 1918        |                                             |

* Poznámka: V pramenech a databázích mírně kolísá přesná datace počátku a konce funkčního období jednotlivých vlád. Zde všechny údaje dle publikace kol. aut.: Československé dějiny v datech, Praha 1987.